# 京都党
地域政党 京都党（ちいきせいとう きょうととう、英語: KYOTO PARTY）は、日本の地域政党。京都府京都市に基盤を置く。
2025年4月1日現在、京都市会に5名の議員を擁し、日本維新の会および国民民主党の議員と統一会派の維新・京都・国民市会議員団を組んでいる<。

## 党史

### 2010年
- 8月26日 - 当時元京都市議であった村山祥栄が「市民の力で市民の声を吸い上げる組織を作り上げたい」として、国政政党による地方支配からの脱却を目指して結党した[5]。結党時のメンバーは代表の村山以外、議員経験者はおらず民間企業に務めた経験を持った20代～30代の若い有志が中心であった[6]。党の顧問には京都市内で活動する実業家や学者などが就いており、最高顧問には堀場製作所創設者の堀場雅夫が就いた[7]。
- 10月 - 市会の議員定数の削減（現行の69議席→60議席）を求め、市会に直接請求を行うため独自に署名活動を行った。署名は12月に市の選挙管理委員会に提出され必要数を超える3万3704筆が有効とみなされたため、翌年1月に市会で審議が行われたが全会一致で否決されている[8][9]。

### 2011年
- 4月 - 2011年統一地方選・京都市議会議員選挙（2011年4月10日投開票）で初挑戦ながら8名を擁立しうち4名が当選した[10]。選挙後に京都市会に会派「地域政党京都党京都市会議員団」（4名）を立ち上げた。
- 6月 - 地域政党の進展や地域主権改革を進めるために地域政党いわてと連携協定を結ぶ[11]。
- 9月 - 京都党の末端党員を名乗る人物が、俳優の山本太郎を佐賀地検に告発し、受理されたことを自身のブログ上で表明し、一部マスコミで報道される。山本氏が参加した佐賀県反原発デモにおいて、デモ参加者の一部が制止を振り切って県庁舎内へ侵入し、仮設バリケードより先に出たのは不法侵入容疑であるといった告発内容である[注釈 2]。告発人である人物が自身のブログ上で「私が所属する京都党の代表にも今回の告発に関して協力を要請」と表明したこともあり、インターネット上で「京都党が告発に関与している」などとして物議となった[12]。その結果、京都党は公式サイト上にて9月28日に「党としては関与していない」旨を告知する事態となった。告発人である人物も自らのブログ上にて同様に「本件は党と無関係」を宣言し、当該ブログ記事を削除するなどした末、結局はブログそのものを閉鎖するに至っている[13]。この一連の騒動を受け、京都党は後に党則を改正し、入党資格を厳格化するといった対応を取っている[14]。

### 2012年
- 2月 - 2月市会において、かつての京都市環境局不祥事により定められた「信頼回復と再生のための抜本改革大網」の計画的な実施を目的として、技能労務職職員の採用凍結や民間委託化を目指した「京都市技能労務職への職員等に関する条例」案をみんなの党・無所属の会と合同で提出した[15]。しかし、3月27日の本会議において他会派の反対多数により否決された[15]。
- 11月 - 前年4月の京都市議会議員選挙に向けて策定したマニフェストが、ローカル・マニフェスト推進連盟の主催する第7回マニフェスト大賞の「マニフェスト大賞優秀賞」の地方議会部門において優秀賞を受賞する[16][17]。

### 2013年
- 3月 - 「京都党村山祥栄政治塾」第一期が開講され、同年12月までに塾生19名、聴講生35 名の計54名が参加する[18]。後に2015年（平成27年）市議選に当選する大津裕太と森かれんは、この第一期政治塾の出身者である[18]。
- 7月 - 京都市議会議員中京区補欠選挙に候補者を擁立するも落選[19]。

### 2015年
- 3月 - 全国6つの地域政党と連携し地域政党サミット（地域政党連絡協議会）を設立する[20]。
- 4月 - 第18回統一地方選挙・京都市議会議員選挙（2015年4月12日投開票）で5名が当選し、京都市会にて交渉会派となる[21]。
- 12月 - 2016年2月の京都市長選挙に向けて京都党・京都維新の会の統一公認候補として村山の擁立を検討していたが、立候補による議員辞職により京都党の交渉会派資格を失う懸念があったため断念する[22]。

### 2016年
- 1月 - 山集麻衣子市議の会派離脱により、交渉会派の資格を失う[23]。
- 2月 - 党所属議員の離党など一連の騒動を受けて村山が代表を辞職し、代わって江村理紗市議が代表に就任する[24]。ただし、村山の任期途中での就任であったため、任期満了の8月には党大会にて村山の代表復帰が決議され、江村は副代表兼幹事長に復した[25]。
- 11月11日 - 予算の確保策として法定外新税の導入を提唱し、その一つに欧州を参考に5つ星制でのホテルへの格付け制度を導入して自治体評価による星の数に応じた宿泊税を課すことを提言した。イタリアのミラノ市で行った現地調査の調査報告などが高く評価され、村山と森かれん市議が、ローカル・マニフェスト推進連盟の主催する第11回マニフェスト大賞の「マニフェスト大賞政策提言賞」の優秀賞を受賞する[26][27]。

### 2017年
- 2月 - 退位後の天皇の住まいとして京都へ帰ることを要望して3月末まで署名活動を行う。6月16日に天皇の退位等に関する皇室典範特例法の成立を受けて、集まった1万745人分の署名を内閣府に提出した[28]。なお、この署名には冷泉家時雨亭文庫常務理事である冷泉貴美子や元文部科学副大臣の池坊保子などの文化人も賛同している[29]。
- 5月 - 「京都党村山祥栄政治塾」第二期が開講される[30]。後に2019年（平成31年）市議選に当選する神谷修平は、この第二期政治塾の出身者である[31]。
- 11月2日 - 代表の村山が前年3月の予算特別委員会から市長に対し提言・質疑を行い、党として報告書での取りまとめや市へ提言を進めてきた｢宿泊税｣の条例案が9月議会で可決される[32]。宿泊税は総務省の同意を経て、2018年10月より条例施行される。

### 2019年
- 4月7日 - 第19回統一地方選挙における京都市議会議員選挙（2019年4月7日投開票）にて現職4名と新人1名の計5名が当選し、交渉会派に復活する[33]。
- 10月4日 - 京都市内の交通機関混雑を受けて地下鉄の新型環状線を整備を考案し、整備に当たっての資金を民間との共同出資で賄い、返済原資は宿泊税を充てることで住民負担を抑え、またコスト削減の手法として大型水道管に使われるシールドトンネルの技法を応用した小口径での採掘、改札口等を排除し究極に簡素化された駅舎や電気の無人自動運転型シャトルを利用する構想を公表した[34]。これにより政策を考案した村山と江村が、ローカル・マニフェスト推進連盟の主催する第14回マニフェスト大賞の「マニフェスト大賞政策提言賞」の優秀賞を共同受賞した[35]。
- 10月15日 - 2020年2月の京都市長選挙について、代表の村山が京都党を離党した上で無所属として立候補する意向を示し、同日離党届を提出した[36]。

### 2020年
- 1月19日 - 市長選の出馬により村山が市議を自動失職する[37]。京都党の会派は4名となり、交渉会派資格を失う。
- 1月24日 - 京都市長選挙におけて当時所属していた立憲民主党の対応を批判し、村山支持を表明して無所属となった小山田春樹議員（右京区選出）が会派入りする[38]。これにより村山の失職により資格を失っていた交渉会派に再び復した。
- 2月2日 - 2月2日に投開票が行われた京都市長選挙において、京都党を離党の上で無所属として出馬した村山は、94,859票（得票率20.3%）を獲得するも落選する[39]。
- 4月14日 - 新型コロナウイルス感染予防対策として、市会議員団から京都市長宛てに「新型コロナウイルス感染症対策における緊急要望」が提出される[40]。この要望書は、市民から挙がってきた意見・要望を議員団で集約し、5つの柱（1．感染拡大防止、2．市民生活と事業者の支援、3．子どもの教育・学習、4．感染拡大に伴う人権侵害の防止・家庭内虐待の防止、5．災害時における宿泊施設の提供に関する協定）にて京都市に要望したものである[41]。
- 8月27日 - 常任幹事会で党役員人事の変更が行われ、江村理紗議員が代表に選出される[42]。
- 10月9日 - 幹事長の大津は京都市会決算特別委員会にて、嵐山や伏見稲荷大社周辺などの観光地や繁華街で指定された美化推進強化区域でのポイ捨てを禁じ、違反した場合に3万円以下の罰金を科すとしている「市美化推進条例」（ポイ捨て条例）において、新型コロナウイルスの感染拡大するまでは観光客急増に伴うポイ捨てが地域問題化していた一方で、条例による罰金を科した事例がこれまでにゼロであることを指摘した[43]。その上で大津は「市民が条例を把握しているとは思えない｡ 上限3万円の罰金の設定も現実的ではない。」として、市民への周知不足を指摘した上で条例の見直しを市に求めた[43]。条例施行から23年経過しているにもかかわらず、1件もポイ捨て条例による摘発事例がなかったことへの反響は大きく、この質疑は『読売新聞』にも取り上げられた[43]。
- 12月 - 11月議会において、市が提出した低所得層向け市民税減免措置の廃止を中心とする条例改正案に対して、京都党市議団と日本維新の会市議団合同で減免措置を廃止しない修正案を市会に提出した[44]。京都市の市民税減免措置は、所得に応じた「所得割」と所得に関わらず一律に負担する「均等割」の2種類のうち、所得が基準を下回る「所得割失格者」は均等割も免除してきたものである[44]。この減免措置を政令指定都市で導入しているのは京都市のみであり、国の非課税制度もあったことから再三にわたり廃止の議論があった一方、所得割失格者が課税世帯となることで福祉施策の非課税世帯への負担を減らす制度の対象外になり、国民健康保険や後期高齢者医療など57の福祉施策で最大約13億円の自己負担増になるとの試算もあったため議論が紛糾し、9月市会で提出された条例改正案が33年ぶりに継続審議となる異例の展開を迎えた[44]。京都党市議団と日本維新の会市議団合同で提出した減免措置を廃止しない修正案は市長与党などの反対多数により否決され、「必要なサービスが提供されるよう財源の確保に努める」、「影響を受ける市民に丁寧に説明する」との付帯決議をつけて2024年度に減免措置の廃止が可決された[44]。

### 2021年
- 2月19日 - 京都芸大（西京区）の下京区への移転事業を巡り、2月議会で市側から提案された校舎新築など計196億円分を大手ゼネコンなどへ発注する三つの工事請負契約議案の取り下げを求めて、日本維新の会と合同で緊急の申し入れ書を門川大作市長宛てに提出した[45]。申し入れ書では移転事業による京芸大の移転費用は総事業費269億円に上り、財政再建が急務な中で財源の手当てや経済効果が説明されていないと指摘しており、工事請負契約議案を審議できる環境にはないとして移転計画の一時凍結をするよう求めている[45]。
- 9月14日 - 京都市が行財政改革の一環で示した市バス・市営地下鉄のフリーパス券「敬老乗車証」の見直し案に対し、京都党市議団と日本維新の会市議団は合同で独自の修正案を市に提出した[46]。市の制度見直し案では、交付する対象年齢を75歳に引き上げ、所得に応じて設定された0~1万5千円の負担金も2年後には3倍に引き上げる[46]。また交付を希望しない高齢者にはバスの回数券を年間48回分を上限に通常価格の半額で提供するというものであった[46]。これに対して、京都党・日本維新の会両市議団が提出した修正案は、社会参加を促進するという敬老乗車証の目的を踏まえて交付の対象年齢は現行の70歳を維持した上で、負担金を小学生定期券の半額相当である年間約3万円に統一、交付を希望しない高齢者に販売するバス回数券は週1回の往復に使えるよう年間96回分に増やす、というものである[46]。この修正案により両市議団の試算では約5億円の市税負担が軽減する見込みであり、負担軽減分を子育て政策に回すことが出来ると主張している[46]。

### 2022年
- 1月31日 - 行財政改革などの京都市政に関する政策の不一致を理由に、右京区第2支部長を務めていた小山田春樹議員が離党する[47][48]。これに伴い、党では小山田の離党届を受理したうえで、党役員会議で小山田の除名処分を決定した[49]。小山田が京都党会派から離脱し、無所属となったことで、京都党所属議員は5名から4名となった[50][51]。
- 8月5日 - 京都党と京都維新の会は合同で新会派を結成する[52]。

### 2023年
- 4月 - 統一地方選・京都市議会議員選挙（2023年4月10日投開票）で7名を擁立[53]しうち5名が当選した。
- 5月 - 京都党・維新の会の合同会派に国民民主党市議団が参画した[54]。
- 11月24日 - 翌年に予定される京都市長選挙で村山を推薦すると決定[55]。

### 2024年
- 1月13日 - 市長選で村山を推薦していた日本維新の会・国民民主党京都府連・教育無償化を実現する会と合同記者会見を開き、村山が架空の政治資金パーティーを開いていた疑惑が報じられたことを受け、4党派全てが推薦を取り消すと発表[56]。

## 政策

### 主な政策
本来の二元代表制実現に向けた議会改革
- 議員定数の削減[57]
- 首長と対等な議会を目指す[57]

無借金経営都市の実現
- 起債ゼロ都市の実現[57]
- 納税者の目線に立った徹底的な行財政改革[57]

自立した京都経済圏の確立
- 新産業創出を中心とした稼げる街、京都の実現[57]
- 文化首都京都の実現[57]
- 海外観光客一千万人構想の実現[57]

### 綱領
- 中央政党による地方支配からの脱却[58]
- 中央集権から地域主権へ～予算・権限の自立～[58]
- 真の住民自治の実現～市民ニーズの反映～[58]
- 地域主権時代の地方のかたちを～京都から日本へ～[58]

## 組織

### 党役員
| 役職名         | 氏名     | 所属         |
| -------------- | -------- | ------------ |
| 代表           | 江村理紗 | 京都市会議員 |
| 幹事長         | 大津裕太 | 京都市会議員 |
| 副幹事長       | 森かれん | 京都市会議員 |
| 総務会長       | 神谷修平 | 京都市会議員 |
| 政務調査会長   | 河村諒   | 京都市会議員 |
| 政務調査副会長 | 内村駿   |              |

### 所属議員・支部長
京都市会（5名）
- 江村理紗（右京区選挙区・右京区支部長）
- 大津裕太（中京区選挙区・中京区支部長）
- 森かれん（上京区選挙区・上京区支部長）
- 神谷修平（下京区選挙区・下京区支部長）
- 河村諒（左京区選挙区・左京区支部長)

### 顧問
| 役職名   | 氏名         | 所属                         |
| -------- | ------------ | ---------------------------- |
| 最高顧問 | 故・堀場雅夫 | 元株式会社堀場製作所最高顧問 |
| 特別顧問 | 髙木壽一     | 元京都市副市長               |
| 政策顧問 | 西邑昭裕     | 元京都市職員                 |
| 顧問     | 北川正恭     | 元三重県知事                 |
| 〃       | 藻谷浩介     | 日本総合研究所主席研究員     |
| 〃       | 溝部英章     | 京都産業大学法学部教授       |
| 〃       | 風間規男     | 同志社大学政策学部教授       |
| 〃       | 小川顕彰     | 弁護士                       |
| 〃       | 渡邉隆夫     | 京都府中小企業振興連盟会長   |

2024年11月現在。

### 歴代の主な役員表
| 代表     | 代表代行 | 幹事長     | 政務調査会長 | 総務会長   | 就任年月   |
| -------- | -------- | ---------- | ------------ | ---------- | ---------- |
| 村山祥栄 |          |            |              |            | 2010年8月  |
| 村山祥栄 | 金森隆   | 佐々木隆吏 | 江村理紗     | 中島拓哉   | 2011年5月  |
| 村山祥栄 | （空席） | 江村理紗   | 大津裕太     | 山集麻衣子 | 2015年5月  |
| 江村理紗 | （空席） | 金森隆     | 大津裕太     | 森かれん   | 2016年2月  |
| 村山祥栄 | （空席） | 江村理紗   | 大津裕太     | 森かれん   | 2016年8月  |
| 村山祥栄 | （空席） | 江村理紗   | 森かれん     | 神谷修平   | 2019年8月  |
| （空席） | 金森隆   | 江村理紗   | 森かれん     | 神谷修平   | 2019年10月 |
| 江村理紗 | （空席） | 大津裕太   | 森かれん     | 小山田春樹 | 2020年8月  |
| 江村理紗 | （空席） | 大津裕太   | 森かれん     | （空席）   | 2022年1月  |
| 江村理紗 | （空席） | 大津裕太   | 森かれん     | 神谷修平   | 2023年秋   |
| 江村理紗 | （空席） | 大津裕太   | 河村諒       | 神谷修平   | 2024年11月 |

## 他地域政党との協力関係

### 提携政党
以下の地域政党と提携協定を結んでいる。
- 地域政党いわて[11]

### 地域政党サミット
地方分権改革に向けた情報交換・事例共有・政策研究の推進を目的に以下の地域政党と地域政党サミット（地域政党連絡協議会）を設置している。
その他、2019年8月の「第八回地域政党サミット in 京都」には大阪維新の会が横山英幸（大阪府議会議員）を派遣している。
参加している地域政党（2020年6月現在）
- 神戸志民党（兵庫県神戸市）
- 自由を守る会（東京都）
- 地域政党ふくちやま（京都府福知山市）
- リベラル保守の会（東京都小金井市）
- ネクスト草加（埼玉県草加市）
- 地域政党あしたのかわさき（神奈川県川崎市）
- 吹田新選会（大阪府吹田市）
- みらい松山（愛媛県松山市）[72]
- そうぞうぐんま（群馬県）[72]
- 地域政党ゆがわら（神奈川県湯河原町）